# Mornans
Mornans är en kommun i departementet Drôme i regionen Auvergne-Rhône-Alpes i sydöstra Frankrike. Kommunen ligger i kantonen Bourdeaux som tillhör arrondissementet Die. År 2022 hade Mornans 79 invånare.

## Befolkningsutveckling
Antalet invånare i kommunen Mornans
Referens:INSEE